# Lophorrhachia
Lophorrhachia is een geslacht van vlinders van de familie spanners (Geometridae), uit de onderfamilie Geometrinae.

## Soorten
- L. aciculata (Herbulot, 1983)
- L. aenospila (Bethune-Baker, 1913)
- L. atricristata Prout, 1930
- L. burdoni Townsend, 1958
- L. insulsa Herbulot, 1991
- L. mutanda Herbulot, 1983
- L. oeorrhoda Prout, 1938
- L. palliata (Warren, 1898)
- L. restricta Herbulot, 1991
- L. rhathyma Prout, 1938
- L. rubricorpus (Warren, 1898)
- L. usiura Prout, 1938